# Pavel Nikonov
Pavel Fëdorovič Nikonov (Mosca, 30 maggio 1930) è un pittore, grafico e insegnante russo.
Accademico dell'Accademia russa delle belle arti (2000; membro corrispondente 1997). Artista del popolo della Federazione Russa (1994). Vincitore del Premio di Stato della Federazione Russa (2002). Ufficiale dell'Ordine d'Onore (2001). Uno dei fondatori dello "stile severo".

## Biografia
Nato il 30 maggio 1930 a Mosca nella famiglia di un comandante militare sovietico. Durante gli anni della guerra fu evacuato con la sua famiglia nei Trans-Urali. Nel 1950 si laureò nella scuola d'arte secondaria di Mosca. Dal 1950 al 1956 studiò all'Istituto statale di Mosca. V.I. Surikova.
Insieme a suo fratello Mikhail era un membro del gruppo «Nove». Il dipinto più famoso di P. Nikonov, Geologi (1962), provocò la rabbia di Nikita Chruščëv alla mostra del trentesimo anniversario dell'Unione degli artisti di Mosca, ma in seguito entrò in tutte le antologie domestiche.
Dal 1998 al 2006 diresse il laboratorio di pittura su cavalletto presso l'Istituto Surikov.

### Opere in collezioni
- Galleria statale Tret'jakov, Mosca.
- Museo di Stato russo, San Pietroburgo.

### Mostre personali
- 2013 — «Ieri e oggi». Galleria L'Arca, Mosca.[3]
- 2008 — "Pavel Nikonov." Museo di Stato russo, San Pietroburgo.
- 2008 —"Il villaggio di Aleksin come centro dell'universo." Galleria "QuadraT", San Pietroburgo.[4]
- 2005 — “Pavel Nikonov. Pittura, grafica. 1980-2004 ". Galleria statale Tret'jaakov, Mosca.

### La famiglia
- Fëdor Pavlovič, il padre di Nikonov (? - 1975) - capo militare sovietico.
- Michail Fëdorovič, fratello Nikonov (1928-2010) - artista sovietico.
- Viktorija Pavlovna, la figlia di Nikonov (1968-2008) - artista russa.